# فانيسا هيسلر
فانيسا هيسلر (بالإيطالية: Vanessa Hessler)‏ مواليد 21 يناير 1988 في روما، لاتسيو، هي ممثلة إيطالية بدأت مسيرتها الفنية عام 2005.

## وصلات خارجية
- فانيسا هيسلر على موقع IMDb (الإنجليزية)
- فانيسا هيسلر على موقع ألو سيني (الفرنسية)
- فانيسا هيسلر على موقع أول موفي (الإنجليزية)
- فانيسا هيسلر على موقع قاعدة بيانات الأفلام السويدية (السويدية)
- فانيسا هيسلر على موقع قاعدة بيانات الفيلم (الإنجليزية)
- فانيسا هيسلر على موقع كينوبويسك (الروسية)
- فانيسا هيسلر على موقع دليل عارضات الأزياء (الإنجليزية)
- الموقع الإلكتروني